# Reprezentacja Izraela w futsalu mężczyzn
Reprezentacja Izraela w futsalu – zespół futsalowy, biorący udział w imieniu Izraela w meczach i sportowych imprezach międzynarodowych, powoływany przez selekcjonera, w którym mogą występować wyłącznie zawodnicy posiadający obywatelstwo izraelskie. Za jego funkcjonowanie odpowiedzialny jest Ha-Hitachadut le-Kaduregel be-Jisra’el.

## Udział w mistrzostwach świata
- 2000 – Nie zakwalifikowała się
- 2004 – Nie zakwalifikowała się
- 2008 – Nie zakwalifikowała się
- 2012 – Nie zakwalifikowała się

## Udział w mistrzostwach Europy
- 1999 – Nie zakwalifikowała się
- 2001 – Nie zakwalifikowała się
- 2003 – Nie zakwalifikowała się
- 2005 – Nie zakwalifikowała się
- 2007 – Nie zakwalifikowała się
- 2010 – Nie zakwalifikowała się
- 2012 – Nie zakwalifikowała się